# Platypternodes voltaensis
Platypternodes voltaensis är en insektsart som beskrevs av Sjöstedt 1931. Platypternodes voltaensis ingår i släktet Platypternodes och familjen gräshoppor. Inga underarter finns listade i Catalogue of Life.